# Entwicklungsgeschichte der norwegischen Triebwagen
Mit der Einführung von Benzin-, Diesel- und Elektromotoren wurde in Norwegen erkannt, dass der Betrieb mit einem mit diesen Motoren ausgestatteten Einzelfahrzeug – dem Triebwagen – vor allem auf Strecken mit weniger Fahrgästen oder zu bestimmten Tageszeiten kostengünstiger als zuvor abgewickelt werden konnte. Die Entwicklungsgeschichte der norwegischen Triebwagen begann mit zwei aus Deutschland eingeführten Fahrzeugen.

## Entwicklungsgeschichte
Mit einzeln fahrenden Triebwagen, teilweise mit angehängten Personenwagen und später mit Steuerwagen, konnte der Personenverkehr vereinfacht werden. Allerdings können Triebwagen oft nur mit bestimmten anderen Typen zusammengekuppelt werden. Einheiten aus einem Triebwagen mit gekuppelten Mittelwagen (auch Beiwagen genannt) und Steuerwagen werden als Triebzug bezeichnet. Mit dem Steuerwagen war es in der Anfangszeit möglich, dem Triebwagenführer Signalzeichen zu geben, damit dieser den Zug entsprechend fahren konnte. Später wurde diese Technik verfeinert, so dass die Elemente des Triebwagens vom Steuerwagen ferngesteuert werden konnten. Daraufhin konnte auf den zusätzlichen  Triebwagenführer im Motorwagen verzichtet werden.
Trotz der funktionalen und technischen Ähnlichkeiten zwischen einem Motortriebwagen und einer Straßenbahn wurden Motortriebwagen im Bahnbetrieb erst verwendet, als Straßenbahnen schon lange im Einsatz waren. Die Norges Statsbaner (NSB) nahmen die ersten Motortriebwagen in den 1920er Jahren in Betrieb.
Bei modernen Triebzügen sind die Motoren und andere Ausrüstungsgegenstände des Zuges über die gesamte Einheit verteilt, so dass die früher einfache Trennung und einzelne Nutzung des Triebwagens ohne Bei- oder Steuerwagen in vielen Fällen nicht mehr möglich ist.

### Die ersten Benzintriebwagen
Die ersten beiden Triebwagen wurden 1924 aus Deutschland eingeführt und unter anderem im Nahverkehr um Bergen und Trondheim eingesetzt. Dies waren benzinbetriebene Drehgestellfahrzeuge mit einem Führerstand an jedem Ende. Dadurch konnte bei Richtungsänderungen der Triebfahrzeugführer das Fahrzeug sofort vom gegenüberliegenden Fahrpult fahren, wenn keine zusätzlichen Wagen mitgeführt wurden. Diese Wagen erhielten die Typenbezeichnung Co–m type 1. C steht für 3. Klasse, o für Drehgestell und m für Motor. Ferner wurde 1927 ein zweiachsiges Fahrzeug geliefert, es bekam die Bezeichnung C–m type 1.

### Neubauten in Norwegen
Statt weitere Fahrzeuge aus Deutschland zu importieren, begannen NSB gegen Ende der 1920er Jahre selbst mit dem Bau einer größeren Serie von zweiachsigen Triebwagen. Diese erhielten den in der damaligen Zeit üblichen Holzaufbau. Diese Triebwagen wurden sowohl für Schmalspur als auch Normalspur gebaut. Die schmalspurigen Wagen mit der Bezeichnung C–m type 1 erhielten eine Teakverkleidung, bei den normalspurigen C–m type 13 wurden lackiertem Stahlplatten auf einem Holzrahmen befestigt. Dies waren omnibusartige Fahrzeuge mit einer Führerkabine, sie mussten wie Dampflokomotiven an Endstationen gedreht werden. Dieser Vorgang dauerte zusätzliche Zeit und es musste eine Drehscheibe zur Verfügung stehen.
Danach folgte ein größerer Wagentyp für Normalspur, der mit einem Führerstand an beiden Enden versehen wurde. Die erste Serie erhielt Benzinmotoren und bekam die Bezeichnung C–m type 14. Ihm folgte eine Version mit Dieselmotor, die als Cm type 15 bezeichnet wurde.
In der Zwischenkriegszeit gab es mehrere Gründe für die Einführung von Triebwagen. Der Verkehr ging mit einem allgemeinen wirtschaftlichen Abschwung in der Zeit nach dem Ersten Weltkrieg zurück. Die Zahl der Reisenden sank. Wenn ein Verkehrsangebot auf Strecken mit geringem Verkehrsaufkommen in der bisher gewünschten Frequenz erhalten bleiben sollte, nahmen die Betriebskosten zu. NSB versuchten zunächst mit dem sogenannten Småtog, bestehend aus einer kleinen Dampflokomotive mit Übergangseinrichtung, die Kosten zu senken. Der Heizer konnte als Zugbegleiter eingesetzt werden und Fahrkarten verkaufen. Der Betrieb der Dampflokomotiven war jedoch teuer, so dass die Einsparungen nicht ausreichten. Darüber hinaus war die Eisenbahn im Begriff, ihr Beförderungsmonopol zu verlieren, weil Straßen gebaut und dort eine Reihe von Buslinien geschaffen wurden. Das Entwicklung des Autos brachte ständige Verbesserungen im Straßenverkehr. Im Wettbewerb hatte die Eisenbahn nur mit langsamen Dampflokomotiven und alten Wagen keine Chance bei den Fahrgästen. Triebwagen konnten für die Fahrgäste oft und mit wenig Anforderungen an örtliche Einrichtungen anhalten, so dass diese an vielen Straßenkreuzungen Bedarfshaltestellen bedienten. Es wurden Bahnübergänge mit einem Haltsignal ausgerüstet, mit dem die Fahrgäste bei Bedarf ein Zeichen gaben. Die ersten Triebwagen wurden daher im Nahverkehr über kurze Strecken mit häufigen Halten verwendet.

### Elektrische Triebwagen, Type 2, 4 und 5

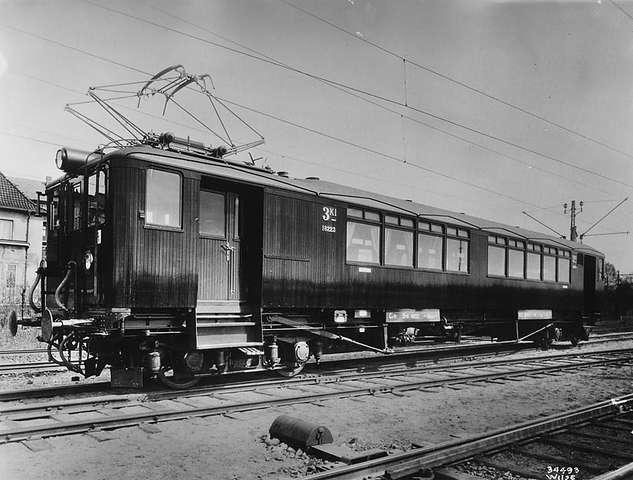
Type 2-Zug, Filipstad, 1931

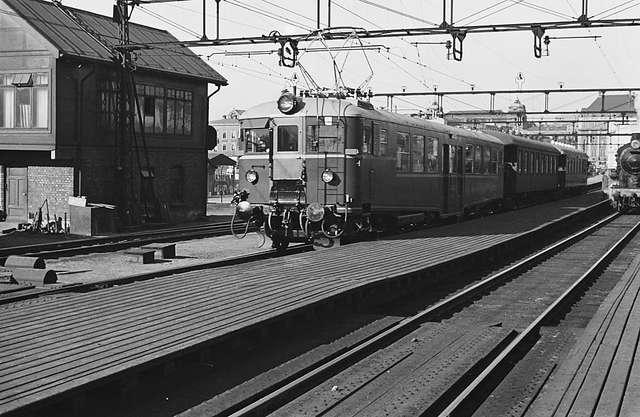
Type 5-Zug in Oslo Ø, 1939

Der Nahverkehr rund um Oslo wurde in den 1920er Jahren mit Lokomotiven und Wagen durchgeführt. Das Verkehrsaufkommen war dafür groß genug. Auf Drammenbanen und Hovedbanen wurden die Nahverkehrszüge von Elektrolokomotiven der Typen El 1 und El 5 gezogen. Die weniger befahrenen Strecken sollten mit Zügen ähnlich der bereits im Einsatz befindlichen Dieseltriebwagen bedient werden. Dazu sollten ebenso Steuerwagen verwendet werden, um das Wenden der Züge wie bei lokomotivgeführten Personenzüge zu vermeiden. So entstand der erste Elektrotriebwagen Co-m type 2 (später Cmeo type 2 und ab 1956 NSB Type 62), der die Größe eines normalen Personwagens auf Drehgestellen mit äußerer Teakholz-Verkleidung hatte. Vier Stück wurden 1931/32 für den Nahverkehr zwischen Oslo und Sandviken geliefert. Acht Personenwagen, die bereits in Nahverkehrszügen genutzt wurden, wurden zu so genannten Leitungswagen umgebaut. Vier von ihnen wurden wiederum mit einem Führerstand an einem Ende ausgestattet. Ein Triebzug bestand aus einem Motorwagen, einem Mittelwagen und einem Steuerwagen und verkehrte als feste Einheit. Diese Drei-Wagen-Einheiten waren lange Standard für elektrische Triebzüge bei NSB.
Ein paar Jahre später, als Østfoldbanen fast bis Oslo elektrifiziert war, wurde für den Nahverkehr auf dieser Strecke und Hovedbanen eine leicht modernisierte Version des Co-m type 2 gebaut. Dieser als Co-m type 5 (später Cmeo 105 und ab 1956 NSB Type 65) bezeichnete Triebwagen hatte Stahlverkleidung und wurde von 1936 bis 1939 gebaut. Wie bei Drammenbanen wurde älteren Waggons zu Mittel- und Steuerwagen umgebaut. Diese waren teakholzverkleidet und erhielten eine neue Form wie die Type 5-Triebwagen. Die Motorwagen wurden zeitweise mit Mittel- und Steuerwagen des Type 2 verbunden. Diese Kombinationen wurden verstärkt gebildet, als 1941 eine Serie Type 5b gebaut wurde, diese waren runder und stromlinienförmiger. Die Serie Type 5c mit 22 Wagen wurde zwischen 1949 und 1952 gebaut. Sie unterschied sich im Aussehen von den Serien a und b durch Festfenster mit Holzrahmen und Luftklappen auf dem Dach. Die Serien a und b hatte große Fenster, die nach unten geschoben werden konnten. Type 5  hatte  die Sitzanordnung 3+2 mit schwenkbaren Rückenlehnen in allen Fahrzeugteilen. So konnten die Fahrgäste im Nahverkehr in Oslo immer in Fahrtrichtung sitzen.
In der Zwischenzeit war 1935 die Hardangerbahn eröffnet worden, die von Beginn an elektrisch betrieben wurde. Für diese Strecke wurden 1934 eigene Triebwagen gebaut, die speziell für den starken Steigungen von bis zu 35 ‰ geeignet warent. Dies waren Zweirichtungsdrehgestelltriebwagen mit Stahlverkleidung, die drei Triebwagen wurden als Cmo type 4, dann Cmeo type 104 und ab 1956 als NSB Type 64 bezeichnet. Die Züge wurden vor allem auf der Hardangerbahn für alle Personenzüge verwendet, bis der Personenverkehr 1985 eingestellt wurde. Einer der Wagen wurde gelegentlich auf der noch steileren Flåmsbana verwendet.

### Dieseltriebwagen, Type 3, 6 und 7
Für nichtelektrifizierte Strecken ging die Entwicklung in den 1930er Jahren zu Drehgestelltriebwagen mit Führerständen an beiden Enden, die mit einem Steuerwagen gefahren werden konnten.
Zuerst wurde eine kleine Serie mit Benzinmotor beschafft, der äußerlich in vielerlei Hinsicht dem elektrischen Typ 2 ähnelte. Die drei Triebwagen wurden für den Nahverkehr auf der Vossebane gebaut und sollte die deutschen Triebwagen aus den 1920er Jahren ersetzen. Die Serie wurde mit Cmo type 3 bezeichnet und später auf Dieselbetrieb umgestellt. Ab 1956 trug die Baureihe den Namen NSB Type 83, verließ Vossebanen und beendete seine Laufbahn auf der Bahnstrecke Reinsvoll–Skreia (Skreiabanen). Die Motoren für diese Triebwagen wurden von den Deutschen Werken Kiel geliefert.
Die nächste Serie wurde ab 1938 in größeren Stückzahlen gebaut – der NSB Type Cmo 6 (ab 1956 NSB Type 86). Dabei handelte es sich um Leichtmetallwagen. Diese Serie wurde über viele Jahre und auch in vielen Varianten gefertigt. Durch die Steuerwagen waren die Triebwagen leicht in beide Fahrtrichtungen einsetzbar. Sie waren fast auf dem gesamten nicht elektrifizierten Streckennetz im Einsatz und wurden sogar für den „Nordlandsekspressen“ zwischen Trondheim und Lønsdal benutzt. Type 6 hatte die Sitzanordnung 3+2 mit schwenkbaren Rückenlehne in allen Fahrzeugteilen. So konnten die Fahrgäste im Nahverkehr in Oslo immer in Fahrtrichtung sitzen.
1941 wurde ein weiterer Fahrzeugtyp konstruiert, der besonders für Strecken mit leichtem Oberbau geeignet war. Dieser wurde Cmo type 7 (ab 1956 NSB Type 87) genannt und erhielt keinen Steuerwagen. Stattdessen wurde eine Reihe von sehr kurzen und leichten Güterwagen mit dem Namen „koffert“ für diesen speziellen Fahrzeugtyp gebaut, deren Zweck der Transport von Koffern und andere Gepäckstücke war. Diese neuen Dieselfahrzeuge aus den späten 1930er Jahren führten dazu, dass die Zahl der dampfgeführten Personenzüge reduziert werden konnte.

### Schnelltriebzüge, Type 106 und 8
Während des Zweiten Weltkrieges wurden zwei renommierte Fahrzeug-Projekte, eines für elektrischem Betrieb (CFmeo type 106) und eines für Dieselbetrieb (Cmdo type 8) geplant. Dies waren die sogenannten Lyntog in den Farben creme-weiß und blau, mit deren Bau 1945 begonnen wurde und von denen vier Züge von jeder Art gebaut wurden. Ihr Einsatzgebiete waren die Hauptstrecken von Oslo nach Trondheim, Bergen, Kristiansand und Göteborg. Die Einheiten bekamen ein Schild mit Namen und Wappen auf jeder Seite, auf dem das Zugziel stand.
Hier versuchten NSB, an die Zwischenkriegszeit, in der Züge mit 120 km/h gefahren wurden, anzuknüpfen. Im Typenplan 1956 wurden die elektrischen Züge mit NSB Type 66 und die Dieselzüge mit NSB Type 88 bezeichnet.
Die Dieselzüge hatten anfangs Probleme mit den Motoren. Diese wurden nach einigen Jahren ersetzt. 1958 wurde eine leicht modernisierte B-Variante in zwei Exemplaren gebaut, so dass insgesamt sechs Dieselzüge existierten. Alle waren 3-Wagen-Einheiten, wie es bei elektrischen Triebzügen üblich war. Für Dieselzüge war es das einzige Mal in der norwegischen Geschichte, dass 3-Wagen-Züge gebaut wurden. Diese wurden nicht mit einem Steuerwagen ausgestattet, sondern hatten einen Motorwagen an jedem Ende und einen Zwischenwagen in der Mitte. Sie wurden 1970 außer Dienst genommen, nachdem sie in den letzten fünf Jahren auf der Rørosbahn fuhren.
Die elektrischen Züge verkehrten zuletzt auf der Vestfoldbahn und wurden im Jahr 1977 abgestellt.

### Deutsche Triebwagen in Norwegen, Type 9 und 10
Während des Zweiten Weltkrieges war die Eisenbahn für die deutschen Besatzungstruppen sehr wichtig, deshalb wurden während dieser Zeit viele Fahrzeuge nach Norwegen gebracht, wo sie nach Kriegsende im Mai 1945 blieben. Sie wurden als Kriegsbeute oder Kriegsersatz behandelt und von der Direktion für zivile Notfallplanung verwaltet. Die formale Übergabe an die Norwegischen Staatsbahnen erfolgte erst später, obwohl sie bereits die ganze Zeit von den NSB benutzt wurden.
Dies waren die fünf Dieseltriebwagen 137 041, 123, 124, 134 und 135, 1934 mit der Achsfolge 2' B' gebaut sowie die sechs dieselelektrische Triebwagen 137 170, 187, 200–202 und 208, 1935/36 ebenfalls mit der Achsfolge 2' Bo' erbaut. Alle Fahrzeuge waren aus Leichtmetall. Sie waren problematisch in der Unterhaltung, wurden jedoch soweit gepflegt, dass sie einsatzfähig blieben. Bei den NSB erhielten die dieselmechanischen Wagen bei der offiziellen Übernahme am 12. September 1945 die Bezeichnungen Cmdo type 8 und die dieselelektrischen Wagen die Bezeichnung Cmdeo type 1. Bereits 1946 erfolgte eine neue Eingruppierung, aus der Bauserie Cmdo type 8 wurde Cmdo type 9a und aus der Serie  Cmdeo type 1 die beiden Untergruppen  Cmdeo type 10a und  Cmdeo type 10b.
Zwischen 1953 und 1958 wurden alle ausgemustert. Einige Fahrzeuge der Reihe Cmdeo type 10 wurden als Bahndienstwagen umgebaut und waren bis weit in die 1970er Jahre im Bezirk Stavanger im Einsatz.

### Moderne Nachbauten, Type 11 und Type 107
Die erfolgreichsten Triebwagentypen waren die Ende der 1930er Jahre gebauten Baureihen Cmo type 6 und Co-m type 5. 15 Jahre später waren sie Vorbild für modernisierte Varianten.
Die verbesserten Dieseltriebwagen wurden 1955 und 1956 geliefert, die Serie von zehn Fahrzeugen wurde Cmdo type 11 genannt. Sie wurden gegenüber dem Typ 6 für mittleren Entfernungen geplant und erhielten normale Sitzgruppen in der Anordnung 2+2 auf jeder Seite eines Mittelganges. Typ 5 und Typ 6 hatte im Vergleich dazu bei gleicher Breite die Sitzanordnung 3+2 mit schwenkbaren Rückenlehnen in allen Fahrzeugteilen.
Die Elektrotriebwagen Cmeo type 107 waren mit der gleichen Art schwenkbarer Rückenlehnen ausgestattet wie Typ 5 und unterschieden sich vom Typ 5c durch eine etwas andere Triebdrehgestellkonstruktion. Die Motoren lagen im Drehgestellrahmen anstelle der vorher verwendete sogenannten frei aufgehängten Motoren. Ferner hatten die Wagen ganze Fensterscheiben.

### Elektrische Triebzüge für mittlere Entfernungen, Type 68
Basierend auf der Baureihe Cmeo type 107 bestellte NSB bei Skabo jernbanevognfabrik und Norsk Elektrisk & Brown Boveri Triebwagen für mittlere Entfernungen. Die technische Ausrüstung war ähnlich wie beim Cmo type 7, aber im Gegensatz zu diesem, der nur 70 km/h fuhr, konnten die neuen Fahrzeuge mit 100 km/h verkehren. Die Sitze und der Innenraum waren für längere Distanzen konstruiert. Sie wurden in zwei Versionen, A von 1956 bis 1958 (68.01-21) und B von 1960 bis 1961 (68.22-30), gebaut. Triebwagenzüge der Type 68a bestanden aus einem Triebwagen (Bmeo 68a), einem Mittelwagen (Bo3h type 1) und einem Steuerwagen (BFo3c type 1). Ein B-Zug bestand aus einem Triebwagen (Bmeo 68b), einem Mittelwagen (Bo3i type 1) und einem Steuerwagen (BFo3d type 1). Der Mittelwagen für den B-Zug, Bo3i, besaß komfortable Sitze ähnlich wie in Flugzeugen. Dieser Wagen wies den höchsten Reisestandard bei NSB Anfang der 1960er Jahre auf.
Die Triebzüge wurden zwischen 1996 und 2001 aus dem Verkehr gezogen, lediglich die drei Garnituren 68.21 bis 23 wurden 2001 an Ofotbanen AS für den Personenverkehr auf der Strecke Narvik–Riksgrensen verkauft. Ofotbanen ging 2008 in die Insolvenz und der Personenverkehr wurde von Statens Järnvägar (SJ) übernommen. Der Verbleib dieser drei Triebzüge ist nicht bekannt.

### Umzeichnungsplan 1956

#### Typensystem
Alle Eisenbahnverwaltungen, die 1956 Mitglied des Internationalen Eisenbahnverbandes (UIC) mit Sitz in Paris waren, änderten in diesem Jahr ihre Klassenbezeichnungen. Die 3. Klasse wurde zur 2. Klasse aufgewertet und die ehemalige 1. und 2. Klasse wurden als 1. Klasse kombiniert. In mehreren Ländern, die für die 1. Klasse spezielle Züge verwendeten, gab es für die Fahrgäste nur die Möglichkeit, auf andere Züge mit 2. oder 3. Klasse auszuweichen. Im neuen Bezeichnungssystem wurde bei allen beteiligten Bahnen die 1. Klasse mit dem Buchstaben A, die 2. Klasse mit dem Buchstaben B und die nicht mehr verwendete 3. Klasse erhielt, wie schon bei einigen Verwaltungen vorher angewendet, den Buchstaben C.
Dies war für NSB der Anlass, das unsystematische und ungeordnete Typensystem ihrer Triebwagen, das seit etwa 1920 in Anlehnung an das System der Personenwagen bestand, neu zu überarbeiten. NSB hatten die Bezeichnung type oder Type immer mit der Klassenbezeichnung, der Motorisierungs- und der Antriebsart sowie mit der Unterscheidung, ob es sich um eine Drehgestellvariante handelt, mit einer laufenden Typennummer kombiniert.
Am 1. Juli 1956 wurden alle vorhandenen Fahrzeugbaureihen mit Verbrennungsmotor so einsortiert, dass zur ehemaligen, meist einstelligen, Typennummer die Zahl 80 hinzuaddiert wurde und so die ehemalige Typennummer erkennbar blieb. Einige Triebwagen, die ausgesondert werden sollten, erhielten keine neue Typennummer, so dass es Lücken im neuen System gab. Ebenso wurde mit den Elektrofahrzeugen verfahren. Dort kann die Typennummern aus den 1930er Jahren nachverfolgt werden, denn im Regelfalle wurde von der dreistelligen Typennummer der Wert 40 abgezogen. Die Bezeichnung type oder Type blieb erhalten und ist bei neuen Fahrzeugen Bestandteil der Bezeichnung. Allerdings wird diese Bezeichnung nicht an den Fahrzeugen angeschrieben.

#### Nummerierungssystem
Es gab zwischen 1924 und 1956 mehrere Änderungen in den Nummerierungssystemen. Für einen Überblick über diese Änderungen folgt eine Tabelle aller Triebwagen, aus der erkennbar ist, wie sich Nummern und Typenbezeichnungen in diesen Jahren veränderten. Die Fahrzeuge bekamen ab Beginn fortlaufende Nummern, die von 18201 hochgezählt wurden.
Die ersten beiden Elektrotriebwagen erhielten 1931 die Nummer 18223 und 224, weil anfangs nicht zwischen der Antriebsart unterschieden wurde. Dies wurde erkannt, daher erhielten bis auf diese Ausnahmen Verbrennungsmotortriebwagen die fortlaufende Nummern ab 18201 und elektrische Triebwagen ab 18501. Allerdings wurden die beiden Fahrzeuge noch im gleichen Jahr mit 18501 und 18502 neu nummeriert.
| Wagennummer                 | Nummerplan 1925             | Nummerplan 1934             | Nummerplan 1942                                 | Nummerplan 1956               |
| Verbrennungsmotortriebwagen | Verbrennungsmotortriebwagen | Verbrennungsmotortriebwagen | Verbrennungsmotortriebwagen                     | Verbrennungsmotortriebwagen   |
| --------------------------- | --------------------------- | --------------------------- | ----------------------------------------------- | ----------------------------- |
| 18201 18212–13              | C–m type 1                  | Cm type 1a Cm type 1b       | Cmb type 1a Cmb type 1b                         | -                             |
| 18202–203                   | Co–m type 1                 | Cmo type 1                  | -                                               | -                             |
| 18215–222                   | C–m type 13                 | Cm type 13a                 | Cmb type 13a                                    | Bmb type 13                   |
| 18223–224                   | Co–m type 2                 | siehe: 18501–02             | (102)                                           | (62)                          |
| 18225–227                   | C–m type 13                 | Cm type 13b                 | Cmb type 13b                                    | Bmb type 13                   |
| 18228–233                   | C–m type 14                 | Cm type 14a                 | Cmb type 14a Cmb type 14c                       | -                             |
| 18234–235                   | C–m type 14                 | Cm type 14b                 | Cmb type 14b                                    | -                             |
| 18236–238                   | Co–m type 3                 | Cmo type 3a                 | Cmbo type 3a Cmdo type 3b                       | Bmdo type 83                  |
| 18239–241                   | C–m type 14                 | Cm type 14c Cm type 15b     | Cmd type 15b                                    | -                             |
| 18242                       | -                           | Cm type 15a                 | Cmd type 15a                                    | -                             |
| 18243–245                   | -                           | Cmo type 6a                 | Cmdo type 6a Cmdo type 6b                       | Bmdo type 86a Bmdo type 86b   |
| 18246                       | -                           | Cm type 16a                 | Cmd type 16a                                    | -                             |
| 18247                       | -                           | Cm type 17a                 | Cmb type 17a                                    | -                             |
| 18248–249                   | -                           | Cm type 16b                 | Cmd type 16b                                    | -                             |
| 18250–253                   | -                           | Cmo type 6c                 | Cmdo type 6c Cmdo type 6e                       | Bmdo type 86e                 |
| 18254–259                   | -                           | Cmo type 6d                 | Cmdo type 6d Cmdo type 6e                       | Bmdo type 86e                 |
| 18260–264                   | -                           | -                           | Cmdo type 6e                                    | Bmdo type 86e                 |
| 18265–281                   | -                           | Cmo type 7a                 | Cmdo type 7a                                    | Bmdo type 87a                 |
| 18282–285                   | -                           | -                           | BEmdo type 1a > CEmdo type 8a                   | BEmdo type 88a                |
| 18286–289                   | -                           | -                           | BFmdo type 1a > CFmdo type 8a                   | BFmdo type 88a                |
| 18290–294                   | -                           | -                           | Cmdo type 8a > Cmdo type 9a                     | Bmdo type 9a                  |
| 18295–300                   | -                           | -                           | Cmdeo type 1a > Cmdeo type 10a > Cmdeo type 10b | Bmdeo type 10a Bmdeo type 10b |
| 18301–308                   | -                           | -                           | Cmdo type 7b                                    | Bmdo type 87b                 |
| 18309–328                   | -                           | -                           | Cmdo type 6f                                    | Bmdo type 86f                 |
| 18329–338                   | -                           | -                           | Cmdo type 11a                                   | Bmdo type 91a                 |
| Elektrische Triebwagen      |                             |                             |                                                 |                               |
| 18501–504                   | Co–m type 2                 | Cmo type 2a                 | Cmeo type 102a                                  | Bmeo type 62a                 |
| 18505–507                   | -                           | Cmo type 4a                 | Cmeo type 104a                                  | Bmeo type 64a                 |
| 18508–521                   | -                           | Cmo type 5a                 | Cmeo type 105a                                  | Bmeo type 65a                 |
| 18522–534                   | -                           | Cmo type 5a                 | Cmeo type 105a > Cmeo type 105b                 | Bmeo type 65b                 |
| 18535–538                   | -                           | -                           | BFmeo > CFmeo type 106a                         | BFmeo type 66a                |
| 18539–560                   | -                           | -                           | Cmeo type 105c                                  | Bmeo type 65c                 |
| 18561–578                   | -                           | -                           | Cmeo type 107                                   | Bmeo type 67                  |

Gibt es mehrere Zeilen in einer Zelle, bedeutet dies, dass die Typ-Änderungen innerhalb der Periode erfolgte. Eine rein formale Umzeichnung im Laufe des Zeitraumes bis zum nächsten Nummernplan ist mit > vor der geänderten Bezeichnung markiert.

### Umzeichnungsplan 1970
Mit Wirkung vom 31. Mai 1970 verfügte NSB eine neue Zuordnung zwischen den Fahrzeugtypen und ihrer Nummerierung. Die durchgehenden Nummern ab 18.xxx wurden aufgehoben und bei jedem neuen Typ begann die Zählung mit 01. Für Triebwagen galt folgender Umzeichnungsplan:
| Triebwagen       | Triebwagen       | Mittelwagen      | Mittelwagen      | Steuerwagen      | Steuerwagen      |
| Alte Bezeichnung | Neue Bezeichnung | Alte Bezeichnung | Neue Bezeichnung | Alte Bezeichnung | Neue Bezeichnung |
| ---------------- | ---------------- | ---------------- | ---------------- | ---------------- | ---------------- |
| Bmeo 62          | BM 62            | Bo4c             | B 62/65          | BDFo4–4          | BDFS 62/65       |
| Bmeo 64          | BM 64            |                  |                  |                  |                  |
| Bmeo 65          | BM 65            | Bo4d             | B 65             | BFo4b            | BFS 65           |
| BFmeo 66         | BFM 66           | Bo3n             | B 66             | BEo3b            | BS 66            |
| Bmeo 67          | BM 67            | Bo4d             | B 67             | BFo4b            | BFS 67           |
| Bmeo 68a         | BM 68A           | Bo3n             | B 68A            | BFo3c            | BFS 68A          |
| Bmeo 68b         | BM 68B           | Bo3i             | B 68B            | BFo3d            | BFS 68B          |
| Bmdox 86e        | BM 86E           |                  |                  | BDFox4–7         | BDFS 86          |
| Bmdox 86f        | BM 86F           |                  |                  | BFox4b/c         | BFS 86           |
| Bmdox 86g        | BM 86G           |                  |                  | BFox3b           | BFS 86G          |
| Bmdo 87          | BM 87            |                  |                  |                  |                  |
| BFmdo 88a        | BFM 88           | Bo3n             | B88              |                  |                  |
| BFmdo 88b        | BFM 88           | Bo3e             | B88              |                  |                  |
| BEmdo 88a        | BM 88            |                  |                  |                  |                  |
| BEmdo 88b        | BM 88            |                  |                  |                  |                  |
| Bmdox 91         | BM 91            |                  |                  | BDFox3–11        | BDFS11 91        |
| Bmdox 91         | BM 91            |                  |                  | BFox3a           | BFS 91           |

### Schwedische Dieseltriebwagen für die Flekkefjordbahn, Type 89
Die Triebwagenbaureihe Type BM 89 waren fünf aus Schweden gebraucht beschaffte Dieseltriebwagen. Sie wurden von den Norges Statsbaner (NSB) für die Bedienung der Flekkefjordbane gekauft und als Fahrzeuge mit der Baureihenbezeichnung BM 89 versehen.
Für den Personenverkehr existierte ab 1941 der von Strømmens Værksted gebaute leichte Fahrzeugtyp Cmo type 7, ab 1942 als Cmdo type 7a und ab 1956 als Bmdo type 87a bezeichnet und im Nummernplan ab 1956 NSB Typ 87 genannt. Durch ihre geringen äußeren Abmaße konnten diese Züge problemlos im durch den Umbau von Schmalspur in Normalspur eingeschränkten Lichtraumprofil der Flekkefjordbane verkehren. Allerdings endete zwischen 1969 und 1981 die wirtschaftliche Lebensdauer, sie wurden abgestellt und verschrottet.
Ersatzfahrzeuge, die für das Lichtraumprofil passten, kamen aus Schweden. Die Fahrzeuge der dortigen Triebwagenbaureihe Y6 wurden durch Streckenstilllegungen überzählig, so dass 1981 die Triebwagen Y7 1136 (Baujahr 1957), Y7 1202 und 1205 (alle Baujahr 1958) als BM 89 01 bis 03 von NSB übernommen wurden. Y7 1166 und 1182 (alle Baujahr 1958) folgten 1986 als BM 89 04 und 05.

### Tabelle der Triebwagen/Triebzüge bei NSB und Flytoget
| Elektrotriebwagen           | Bild | im Einsatz | Fahrgäste         | Geschwindigkeit | Anzahl           |
| NSB Type 62                 |      | 1931–1970  | 73                | 70 km/h         | 4                |
| NSB Type 64                 |      | 1934–1985  | 38                | 50 km/h         | 3                |
| NSB Type 65                 |      | 1936–1994  | -                 | 70 km/h         | 49               |
| NSB Type 66                 |      | 1945–1977  | -                 | 120 km/h        | 4                |
| NSB Type 67                 |      | 1953–1995  | 64                | 70 km/h         | 18               |
| NSB Bmeo Type 68 / Type 68  |      | 1956–      | -                 | 100 km/h        | 30               |
| NSB Type 69                 |      | 1970–      | 178–306           | 130 km/h        | 85               |
| NSB Type 70                 |      | 1990–      | 230               | 160 km/h        | 16               |
| GMB Type 71                 |      | 1997–      | -                 | 210 km/h        | 16               |
| NSB Type 72                 |      | 2001–      | 306               | 160 km/h        | 36               |
| NSB Type 73                 |      | 1997–      | 204–243           | 210 km/h        | 16 A, 6 B        |
| NSB Type 74                 |      | 2010–2016  | 240               | 200 km/h        | 40 (13 bestellt) |
| NSB Type 75                 |      | 2012–2016  | 266               | 200 km/h        | 63               |
| NSB Type 75-2               |      | 2017–2019  | 257               | 200 km/h        | 20               |
| Norske tog Type 76          |      | 2020–      | 231–296           | 200 km/h        | 14               |
| Norske tog Type 77          |      | 2024–      |                   |                 | 30               |
| Flytoget Type 78            |      | 2017–      | 248               | 245 km/h        | 8                |
| Norske tog Type 79          |      | 2025–      |                   |                 | 10 + 3 + 4       |
| Verbrennungsmotortriebwagen | Bild | im Einsatz | Fahrgäste         | Geschwindigkeit | Anzahl           |
| NSB Type Cmb 17a            |      | 1935–1955  | 40                | 100 km/h        | 1                |
| NSB Type 83                 |      | 1932–1963  | -                 | 75 km/h         | 4                |
| NSB Type 86                 |      | 1938–1996  | 48–70             | 100 km/h        | 38               |
| NSB Type 87                 | -    | 1941–1981  | 46 + 11           | 75 km/h         | 25               |
| NSB Type 88                 |      | 1946–1973  | 157/162           | 120 km/h        | 6                |
| NSB Type 89                 |      | 1981–1991  | 47                | 115 km/h        | 5                |
| NSB Type 91                 |      | 1954–1986  | 64                | 100 km/h        | 10               |
| NSB Type 92                 |      | 1984–      | 90–114            | 140 km/h        | 15               |
| NSB Type 93                 |      | 2000–      | 90                | 140 km/h        | 15               |
| NSB Y1                      |      | 1979–2015  | 69 + 2 Klappsitze | 115 km/h        | 3                |

## Heutige Triebzüge
Die elektrischen Triebzüge der Baureihen 69 und 72 werden im Regelfall für Lokalzüge, 71 für den Flytoget, 70 für mittlere Distanzen und 73 für Expresszüge verwendet, bei den Dieseltriebzügen sind die Baureihen 92 und 93 für Lokalzüge und im Fernverkehr auf Rørosbanen, Meråkerbanen und Nordlandsbanen eingesetzt. Die Y1 verkehrten bis 2015 auf der Bratsbergbahn.